# Cheswick Green
Cheswick Green – wieś w Anglii, w hrabstwie ceremonialnym West Midlands, w dystrykcie metropolitalnym Solihull. Leży 13 km na południowy wschód od miasta Birmingham i 151 km na północny zachód od Londynu.